# Сребрна липа
{{Taxobox
| name = Липа
| image = Tilia_argentea,_Gradac.JPG
| image_caption =Сребрнолисна липа у манастиру Градац.
| image_width = 250п
| regnum = 
| divisio = 
| classis = 
| ordo = 
| familia = 
| genus = Tilia
| genus_authority = 
| subdivision_ranks = врсте
| subdivision = 
-{Tilia americana 

Tilia amurensis

Tilia begoniifolia

Tilia caroliniana

Tilia chinensis 

Tilia chingiana 

Tilia cordata

Tilia mongolica 

Tilia dasystyla 

Tilia henryana

Tilia heterophylla

Tilia insularis 

Tilia intonsa 

Tilia japonica

Tilia kiusiana 

Tilia mandshurica

Tilia maximowicziana 

Tilia mexicana 

Tilia miqueliana 

Tilia mongolica

Tilia nobilis 

Tilia occidentalis

Tilia oliveri 

Tilia paucicostata 

Tilia platyphyllos 

Tilia rubra

Tilia sibirica

Tilia tomentosa

Tilia tuan}- 

- хибриди и култивари

-{Tilia × euchlora (T. dasystyla × T. platyphyllos)

Tilia × europaea (T. cordata × T. platyphyllos)

Tilia × petiolaris (T. tomentosa × T. ?)

Tilia 'Flavescens' (T. americana × T. cordata)

Tilia 'Moltkei'

Tilia 'Orbicularis'

Tilia 'Spectabilis'}-

| zivotna_forma = P (фанерофита)
}}
Сребрна липа (Tilia tomentosa) распрострањена је у југоисточној Европи, јужној Азији. Аутохтона врста, ксцерофилна врста. цветови хемафродитни и једнодоми. Цвета у јуну месецу. Корен срцаст, основа несиметрична.